# Das steinerne Herz
Das steinerne Herz ist eine Erzählung von E.T.A. Hoffmann aus der Sammlung Nachtstücke von 1817. Die Erzählung inspirierte den deutschen Schriftsteller Arno Schmidt zum Titel seines Romans Das steinerne Herz von 1956.

## Inhalt
Der Hofrat Maximilian Reutlinger ist von seinem inzwischen toten Bruder schwer enttäuscht worden. Nun verstößt er auch dessen sechsjährigen Sohn Max, weil dieser mit einem Roten Stein spielte, den der Hofrat in einen Marmorstein einfügen wollte. Dieser Stein sollte sein Herz darstellen und folglich steht die Szene, in der Max mit seinem „Herz“ spielte, symbolisch dafür, dass auch der Sohn seines Bruders ihn enttäuschen werde.
Im weiteren Verlauf der Erzählung veranstaltet der Hofrat Reutlinger eines seiner berühmten Feste, bei denen sich die Gäste nur im Stile der 1760er Jahre ankleiden dürfen. Jeder wird eingeladen, so auch die Geheimrätin Foerd und ihre hübsche Tochter Julie. Während dieses Festes meint der Hofrat, er hätte abseits der Menge sein dreißig Jahre jüngeres Ich gesehen. Später stellt sich dann heraus, dass die Person, die er gesehen hat, sein inzwischen 18-jähriger Neffe Max ist, der den Hofrat um Verzeihung bittet und ihn fragt, ob dieser ihn nicht wieder bei sich aufnehmen könne. Diese Bitte lehnt der Hofrat entschieden ab, bis er herausfindet, dass Max und Julie ein Paar sind. Infolgedessen verkehrt sich seine Meinung ins Gegenteil und er nimmt Max und Julie, die später heiraten, bei sich auf. Von da an ruht sein steinernes Herz.

## Erzählhaltung
Der Ich-Erzähler verhält sich auktorial und tritt nur als erzählendes Ich auf. Am Anfang spricht der Erzähler direkt mit dem impliziten Leser („mein geliebter Leser“) und führt ihn durch die Gemächer des Maximilian Reutlinger. Dann zieht sich der Erzähler fast vollständig zurück und vermittelt die Geschichte nur noch, indem er den Figuren das Wort überlässt. Schließlich schaltet sich der Erzähler wieder ein und beendet die Erzählung, indem er dem impliziten Leser verkündet, dass Max und Julie geheiratet haben.

## Erläuterung zu Reutlingers Verhalten
Der Wunsch danach, jung zu bleiben, ist bei Maximilian Reutlinger sehr ausgeprägt. Deshalb veranstaltet Reutlinger auch Feste, bei denen man sich so kleiden muss, wie man es zu seiner Jugend tat. Als plötzlich sein Neffe auftaucht, hat er eine Person, mit der er sich völlig identifizieren kann. Durch ihn sieht er die Möglichkeit, die Gefühle zu verspüren, die er sonst nie verspürte: Liebe und Zuneigung. Da er nun seine eigene Existenz aufgegeben hat, ist er auch wieder so jung wie sein Neffe.